# Private Life: The Compass Point Sessions
A Private Life: The Compass Point Sessions Grace Jones amerikai énekesnő 1998. június 16-án megjelent dupla CD-s válogatásalbuma. Kiadója az Island Records, az énekesnő lemezeinek kiadója 1975 és 1985 között. Jones három albumot vett fel a Bahamákon található híres Compass Point Studiosban 1980 és 1982 között: Warm Leatherette; Nightclubbing; Living My Life. A Private Life: The Compass Point Sessions javarészt e három nagylemez dalainak hosszabb változatait tartalmazza. A dupla CD bookletjében az olvasható, hogy e dalok korábban még nem jelentek meg kompaktlemezen, valójában azonban a felvételek egy része különböző Grace Jones-válogatásokon már korábban piacra került. A PolyGram és a Universal hangmérnökei újrakevertek, illetve átszerkesztettek 1980 és 1982 között bakeliten megjelent eredeti dalokat kifejezetten e dupla CD számára. A Living My Life című felvétel már 1986-ban megjelent, a Slave to the Rhythm pedig valójában az 1985-ös, Blooded alcímet viselő változat 1998-as remixe. Viszont valóban a Private Life: The Compass Point Sessions CD-n jelent megelőször a Man Around the House és Johnny Cash Ring of Fire című örökzöldjének átirata, melyeket eredetileg még a Living My Life albumra szántak.

## A dalok

### CD 1
1. Private Life (Original Long Version) (Chrissie Hynde) – 6:17
2. Private Life (1998 Dub Re-Edit / Remix) (Chrissie Hynde) – 8:04
3. Love Is the Drug (Original Long Version) (Andy Mackay – Bryan Ferry) – 8:38
4. Breakdown (Tom Petty) – 5:29
5. Warm Leatherette (Original Long Version) (Daniel Miller) – 5:35
6. The Hunter Gets Captured by the Game (Original Long Version) (William „Smokey” Robinson) – 6:44
7. I've Done It Again (Barry Reynolds) – 3:50
8. Pars (1998 Re-Edit / Remix) (Jacques Higelin) – 5:41
9. Pull Up to the Bumper (Dana Mano – Grace Jones – Sly Dunbar – Robbie Shakespeare) – 4:33
10. Use Me (1998 Re-Edit / Remix) (Bill Withers) – 6:10
11. She's Lost Control (1998 Re-Edit / Remix) (Bernard Sumner – Ian Curtis – Peter Hook – Stephen Morris) – 8:23
12. She's Lost Control (1998 Dub Re-Edit / Remix) (Bernard Sumner – Ian Curtis – Peter Hook – Stephen Morris) – 8:38

### CD 2
1. Walking in the Rain (1998 Remix / Re-Edit) (Harry Vanda – George Young) – 4:27
2. Cry Now, Laugh Later (Barry Reynolds – Grace Jones) – 5:01
3. Nightclubbing (David Bowie – James Osterberg) – 5:03
4. The Apple Stretching (Melvin Van Peebles) – 7:05
5. Nipple to the Bottle (Original UK 12" Version) (Grace Jones – Sly Dunbar) – 6:53
6. My Jamaican Guy (Original US 12" Version) (Grace Jones) – 7:01
7. Feel Up (Grace Jones) – 4:02
8. I've Seen That Face Before (Libertango) (Astor Piazzolla – Barry Reynolds – Dennis Wilkey – Nathalie Delon) – 4:29
9. Demolition Man (Original Long Version) (Sting) – 4:56
10. Unlimited Capacity for Love (Barry Reynolds – Grace Jones) – 5:44
11. Ring of Fire (Demo) (June Carter – Merle Kilgore) – 3:56
12. Man Around the House (Barry Reynolds – Grace Jones)  – 4:12
13. Living My Life (1986 7" Remix Edit) (Grace Jones) – 3:31
14. Slave to the Rhythm (1998 Hot Blooded Version) (Bruce Woolley – Simon Darlow – Steven Lipson – Trevor Horn) – 8:18

## Közreműködők
- Grace Jones (ének)

### CD 1 – CD 2/1–13
- Robbie Shakespeare (basszusgitár)
- Sly Dunbar (dobok, szintetizátor)
- Barry Reynolds (gitár)
- Mikey „Mao” Chung (gitár)
- Wally Badarou (billentyűs hangszerek)
- Uzziah „Sticky” Thompson (ütős hangszerek)
- Alex Sadkin (producer)
- Chris Blackwell (producer)

### CD 2/14
- Luis Jardim (basszusgitár, ütős hangszerek, vokál)
- Ju Ju (dobok)
- The Strictly Unreasonable Zang Tuum Tumb Big Beat Colossus (vokál)
- S. J. Lipson (gitár, basszusgitár, billentyűs hangszerek, hangmérnök, programozás)
- J. J. Belle (ritmusgitár)
- Andy Richards (billentyűs hangszerek)
- Bruce Woolley (billentyűs hangszerek, háttérvokál, gitár)
- Little Beats, Shorty Tim (ütős hangszerek)
- Gary Maughan, Glenn Gregory, John Sinclair (férfi kórus)
- Trevor Horn (producer)

## Különböző kiadások
- 1998 Island Records (314-524 501-2, Egyesült Államok)
- 1998 Island Records (524 501-2, Európa)

## Külső hivatkozások
- Dalszöveg: Ring of Fire
- Dalszöveg: Man Around the House
- Videó: Living My Life
- Zene: She’s Lost Control